# زیگیتیاک
زیگیتیاک (انگلیسی: Zigityak) یک شهرک در شهرستان تویمازینسکی استان باشقیرستان کشور روسیه است.